# Siedlungen der Herrnhuter Brüdergemeine
Die Siedlungen der Herrnhuter Brüdergemeine sind eine Gruppe von historischen Siedlungen, die von der Herrnhuter Brüdergemeine, einer evangelischen Freikirche, gegründet wurden. Diese Siedlungen wurden 2024 von der UNESCO als transnationale Welterbestätte anerkannt. Die Welterbestätte umfasst die Siedlungen Christiansfeld in Dänemark, Bethlehem in den USA, Gracehill in Nordirland und Herrnhut in Deutschland.

## Historischer Hintergrund
Die Herrnhuter Brüdergemeine wurde von Glaubensflüchtlingen aus Mähren gegründet, die vor der römisch-katholischen Gegenreformation nach Sachsen geflüchtet waren. Unter der Schirmherrschaft von Nikolaus Ludwig Graf von Zinzendorf fanden sie in Herrnhut, Oberlausitz, Asyl und gründeten dort 1722 die erste Siedlung. Die Brüdergemeine entwickelte sich zu einer bedeutenden evangelischen Freikirche und gründete weltweit über 30 Siedlungen durch ihre Missionstätigkeit.

## Beschreibung

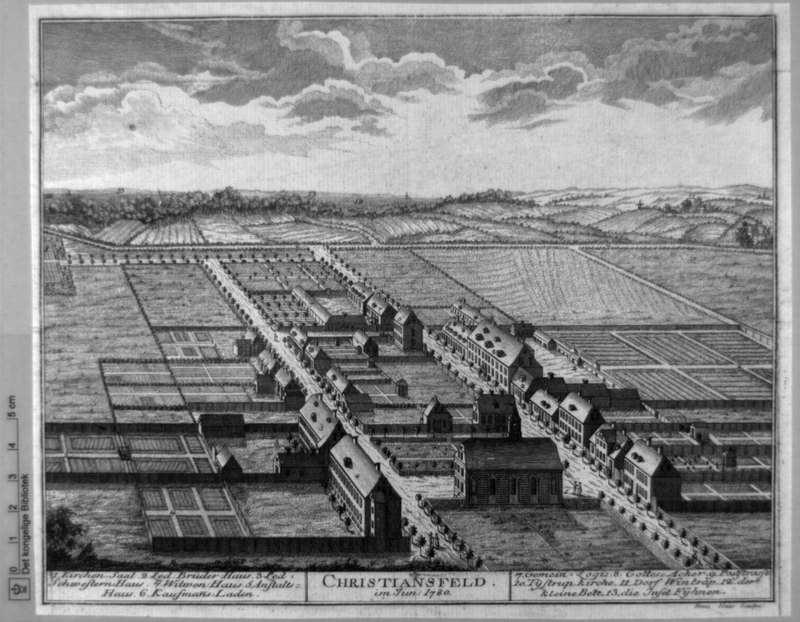
Stadtplan von Christiansfeld um 1780

Die Siedlungen zeichnen sich durch ihre charakteristischen Gebäude wie Gemeinhäuser, Kirchen und Chorhäuser (Gemeinschaftswohnungen für unverheiratete Männer, Frauen und Witwen) sowie durch ihre symmetrische städtebauliche Anlage aus. Jede Siedlung hat ihren eigenen architektonischen Charakter, der auf dem ursprünglichen sogenannten „Herrnhuter Barockstil“ basiert und an die örtlichen Gegebenheiten angepasst wurde.
Die städtebauliche Planung der Siedlungen folgte barocken Prinzipien und war typischerweise in einem einfachen, symmetrischen Raster mit zwei Hauptstraßen um einen zentralen Platz (Herrnhut und Gracehill) oder entlang einer Hauptstraße (Bethlehem) angelegt. Die Gebäude waren harmonisch zueinander angeordnet, um das Gemeinschaftsideal der Brüdergemeine widerzuspiegeln.

### Herrnhut
Herrnhut (⊙), die „Muttersiedlung“ der Brüdergemeine, wurde 1722 gegründet und entwickelte sich zu einem Zentrum der Bewegung. Die Siedlung umfasst den historischen Stadtkern, den Gottesacker (Friedhof) und das Gut Berthelsdorf. Viele der historischen Gebäude werden noch heute von der Brüdergemeine genutzt.

### Bethlehem

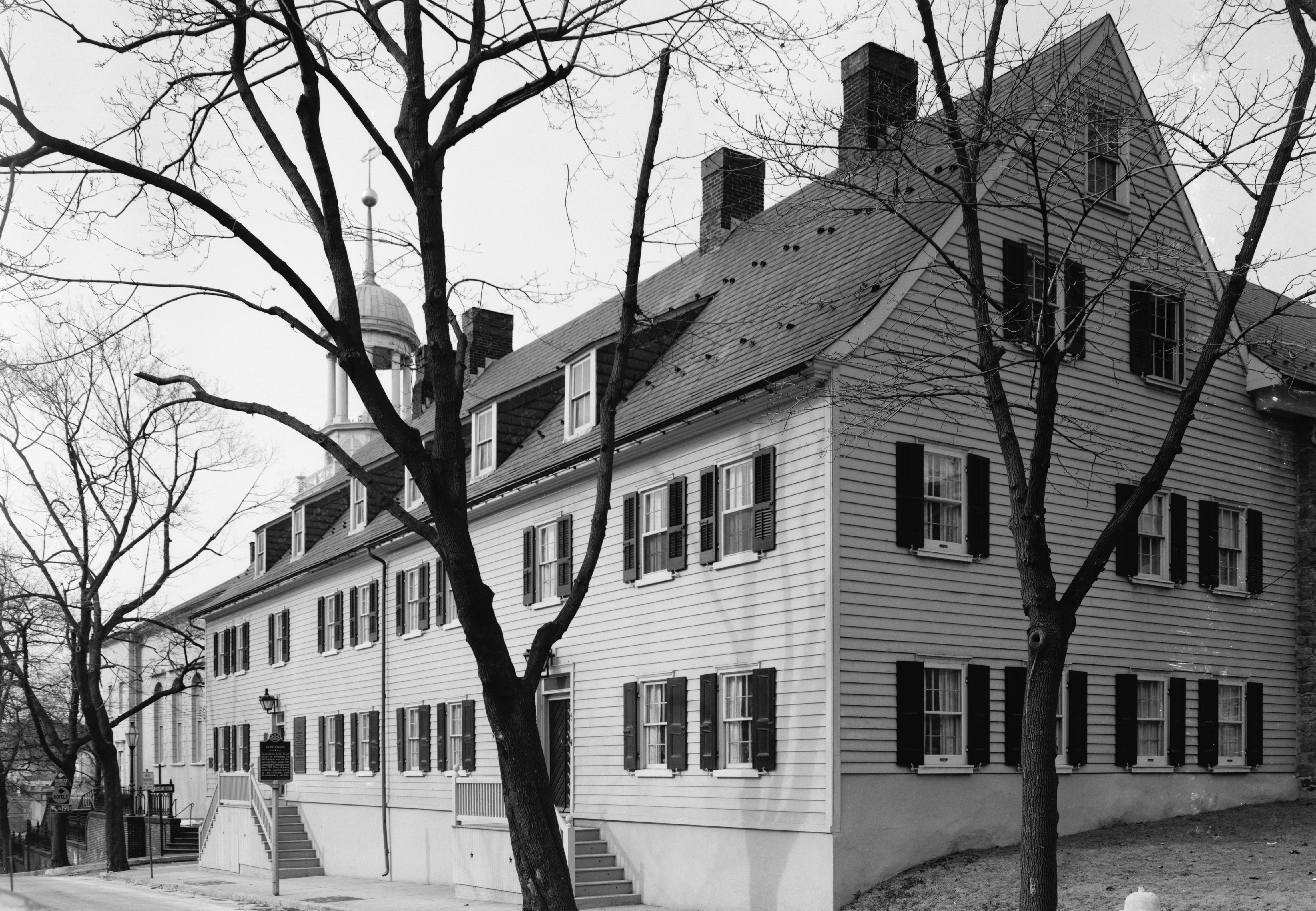
Gemeinhaus in Bethlehem, Pennsylvania

Bethlehem (⊙), gegründet 1741, war die erste permanente Kolonie der Brüdergemeine in Nordamerika. Die Siedlung umfasst mehrere bedeutende Gebäude entlang der West Church Street, den Gottesacker und das historische Industrieviertel im Monocacy Creek Valley. Bethlehem ist auch heute noch eine aktive Brüdergemeinde mit mehreren Kirchengemeinden und Bildungseinrichtungen.

### Gracehill
Gracehill (⊙) wurde 1759 gegründet und zeichnet sich durch eine streng symmetrische Anlage aus, die nach Geschlecht und Stand getrennt ist. Die Siedlung umfasst einen zentralen Platz mit Gebäuden an drei Seiten, darunter die Kirche, das Warden’s House und die Manse. Gracehill beherbergt eine aktive Brüdergemeine.

### Christiansfeld
Christiansfeld (⊙), 1773 als Planstadt gegründet, ist bekannt für seine besonders gut erhaltene Stadtstruktur und die einheitliche Architektur mit gelben Ziegelsteingebäuden und roten Ziegeldächern. Der Stadtplan folgt dem Muster der Herrnhuter Siedlungen mit zwei parallelen Hauptstraßen und der Kirche im Zentrum. Es handelt sich um die einzige Brüderkirche Dänemarks mit einem der größten säulenlosen Kirchensäle des Landes. Der Prätorius-Platz bildet den zentralen Marktplatz mit dem historischen Brüderhotel, während der Gudsageren (Gottesacker) als besonderer Friedhof der Gemeinde dient. Die Siedlung war die erste, die 2015 als UNESCO-Welterbe anerkannt wurde.

## Kriterien für die Aufnahme in die UNESCO-Liste
Die Herrnhuter Siedlungen wurden aufgrund ihrer außergewöhnlichen universellen Bedeutung anerkannt und erfüllen folgende UNESCO-Kriterien:
- Kriterium (iii): Sie bieten ein einzigartiges Zeugnis einer kulturellen Tradition oder einer verschwundenen Zivilisation.
- Kriterium (iv): Sie sind ein herausragendes Beispiel für eine Bauweise oder Siedlungsform, die eine bedeutende Phase der Menschheitsgeschichte veranschaulicht.